# 551

## Decese
- dată necunoscută: Matasuntha  (n. 518)
- dată necunoscută: Amalafrid  (n. 531)